# Tyler, Texas
Tyler är en stad i Smith County i östra Texas. Staden är uppkallad efter president John Tyler. Tyler är administrativ huvudort (county seat) i Smith County. Stadens universitet heter University of Texas at Tyler.

## Kända personer från Tyler
- Larry Johnson, basketspelare
- Patrick Mahomes, utövare av amerikansk fotboll
- Robert Taylor, friidrottare
- Dooley Wilson, musiker och skådespelare